# Сербы на Украине
Сербы на Украине (серб. Srbi u Ukrajini, укр. Серби в Україні) ведут свою историю ещё с середины XVIII века после переселения сербов из Австро-Венгрии в Российскую империю. По состоянию на 2001 год на Украине проживало 623 человека, назвавших себя сербами.

## История
Сербы в России стали селиться до появления Новороссийского края, спасаясь от гонений со стороны мусульман в Османской империи и католических притеснений в Австрии. В Малороссии они поселялись преимущественно на территории современной Полтавской и Харьковской области. В 1723 году Пётр Первый издал указ о призыве православных и славянских народов к переселению в Российскую империю, первыми на которой откликнулись сербы. Первыми переселенцами стали полтысячи сербов во главе с Иваном Албанезом.
В 1751 году полковник Иван Самойлович Хорват обратился к русскому посольству в Вене с просьбой разрешить ему и иным сербам поселиться в России, поскольку не выдерживал давления на своих соотечественников. Императрица Елизавета Петровна удовлетворила просьбу Хорвата о переселении, и был создан план о переселении большого количества балканских славян в Россию и формирования из них гусарского и пехотного полков. Официально Хорвату сообщение об этом было подано 13 (26) июля 1751 года. Хорват прибыл в Россию в Киев с семейством, офицерами и рядовыми (218 человек), а со следующего года сербы стали прибывать регулярно. Они осели в заднепровских степях между реками Донец и Лугань (со столицей в городе Бахмут). Усилиями сербов были построены более 40 шанцев (своеобразных военных городов), а также город-крепость Елисаветград.
В начале 1760-х годов Новая Сербия стала подвергаться набегам крымских татар. Чтобы защитить сербов, императрица Екатерина Алексеевна образовала Новороссийскую губернию, включив в её состав Новой Сербии. Образование Новороссийской губернии стало предпосылкой к успешным боевым действиям русской армии в годы двух последующих русско-турецких войн. В конце XVIII века сербские офицеры получили поместья, а рядовые были записаны как государственные крестьяне. От сербских кавалеристов и запорожцев своё происхождение начали вести и кубанские казаки, а сербские крестьяне стали смешиваться с малоросским населением.

## Известные сербы
- Иван Самойлович Хорват, полковник, инициатор переселения сербов
- Пётр Иванович Христофорович, учёный, автор исследований, положивших начало угольной и железной промышленности Новороссии
- Станоевич Драган, основатель и председатель Сербской диаспоры в Украине (Сербская Община "Свети Сава" зарегистрирована в г.Днепр 1999 года. А так же МО "ОСДЕА" зарегистрирована в Киеве в 2008 году как главная организация Сербской диаспоры.[1]
- Марко Девич, футболист сборной Украины, уроженец Сербии, принявший в 2008 году украинское гражданство

## Население
Динамика численности сербов в УССР и в независимой Украине согласно переписям:
- 1926 — 986
- 1939 — 752
- 1970 — 1 350
- 1979 — 644
- 1989 — 637
- 2001 — 623

По данным переписи населения большая часть сербов проживала на Востоке Украины, из них 125 непосредственно в Киеве. Больше всего их проживало в Одесской области (95 человек). Родным языком большая часть называла сербский (35,2 %) и русский (35 %).
- сербский — 219 (35,2 %)
- русский — 218 (35,0 %)
- украинский — 104 (16,7 %)
- другой — 68 (10,9 %)